# Graviersystem
Das Graviersystem ist das Herzstück eines Klischographen zur Herstellung von Formen für den Tiefdruck. Es besteht aus einer Signalerzeugung und -verarbeitung, einem Leistungsverstärker und einem elektromagnetischen Schwingungsantrieb, den Gravierkopf. Dieses System treibt einen Diamant-Stichel an, der kleine Strukturen (Näpfchen) in einen Kupferzylinder schneidet.
Normal-Graviersysteme arbeiten mit einer Geschwindigkeit von 4000 Näpfchen pro Sekunde und erzeugen dabei eine Stichelbewegung von bis zu ±65 Mikrometern. Moderne Hochleistungsgraviersysteme, wie z. B. HelioSprint, arbeiten mit der doppelten Geschwindigkeit. Damit erreicht die Stichelspitze Beschleunigungen von etwa der 6000-fachen Erdbeschleunigung. Gravierköpfe sind damit die schnellsten elektromagnetischen Antriebe.
Siehe auch : Helio-Klischograph, HELL Gravure Systems, Heidelberger Druckmaschinen AG